# Venera i tri gracije razoružavaju Marsa
Venera i tri gracije razoružavaju Marsa (fr.: Mars désarmé par Vénus) posljednja slika koju je naslikao francuski neoklasicistički slikar, Jacques-Louis David. 
Rad na slici slikar je započeo 1822. godine u 73. godini života, dok je bio u egzilu u Bruxellesu i dovršio ju je 1824. godine, oko 20 mjeseci prije nego što je stradao u nesreći 1825. godine. Sliku je poslao na izložbu u Pariz iz svog egzila u Belgiji znajući da je romantizam postao aktualan na Pariškom Salonu. Slika je od 2007. godine izložena u središnjoj dvorani Kraljevskog muzeja lijepih umjetnosti u Bruxellesu (fr. Musées royaux des Beaux-Arts de Belgique).
Slika prikazuje prizor iz rimske mitologije u kojoj se rimski bog rata Mars prepušta ljubavnim čarima božice Venere. Ishod njihova odnosa još je neizvjesan jer Mars i dalje u ruci drži koplje, dok Venera oklijeva da mu na glavu stavi krunu, simbol prepuštanja tjelesnim užitcima. Slika prikazuje i tri gracije koje preuzimaju oružje iz Marsovih ruku kao i Kupida koji mu razvezuje sandale. Mars je na Davidovoj slici prikazan nag dok mu spolne organe zaklanjaju golubice koje služe kao smokvin list. Venera je prikazana izrazito blijede puti i vitkija nego je to uobičajeno na drugim slikama. U prvim skicama iz 1817. Venera je prikazana okrenuta prema promatraču, s nagim grudima, nagnuta na Marsa, ali je slikar u naknadnim skicama odustao od tog prikaza i odlučio se za udaljeniji i hladniji prizor, prihvatljiviji suvremenicima iz razdoblja Burbonske restauracije. Prva skica danas je pohranjena u Muzeju za umjetnost Sveučilišta Harvard.
Mitološka priča koja je poslužila kao inspiracija za nastanak ove slike govori o tome kako je bog Vulkan, osakaćeni muž božice Venere, otkrio kako ga Venera vara sa svojim ljubavnikom Marsom, zbog čega je odlučio da dovede sve rimske bogove kako bi ih zatekli u preljubu i ismijali. Legenda govori i o tomu kako do erupcija vulkana dolazi zbog Vulkanove ljutnje kada Venera odlazi svome ljubavniku Marsu.
Pojedini kritičari u slici Venera i tri gracije razoružavaju Marsa vide „slučajnu” parodiju Davidove rane slike Zakletva Horacijeva iz 1784. godine. Naime, kako se Mars prepušta Veneri dok njegov pospan pogled dovodi u pitanje i njegovu sposobnost da odgovori na Venerin prilazak, dok se u Zakletvi Horacijevoj tri sina uspinju kako bi dohvatili mačeve i do smrti se borili da domovinu. Ova se slučajna parodija uočava u povijesnoj paraleli Francuske revolucije iz 1789. (koju predstavlja Zakletva Horacijeva) i naknadnim razdobljem Burbonske restauracije usmjerene prema ukidanju posljedica Revolucije (koju predstavlja ova slika).

## Vanjske poveznice
- Musées royaux des Beaux-Arts de Belgique, službena stranica (fr.)